# Saint-Benoît-sur-Seine
Saint-Benoît-sur-Seine är en kommun i departementet Aube i regionen Grand Est (tidigare regionen Champagne-Ardenne) i nordöstra Frankrike. Kommunen ligger  i kantonen Troyes 2e Canton som ligger i arrondissementet Troyes. År 2022 hade Saint-Benoît-sur-Seine 428 invånare.

## Befolkningsutveckling
Antalet invånare i kommunen Saint-Benoît-sur-Seine
Referens: INSEE